# Acajutla
Acajutla é uma cidade de El Salvador, localizada no departamento de Sonsonate, população: 18.008 habitantes (1992).

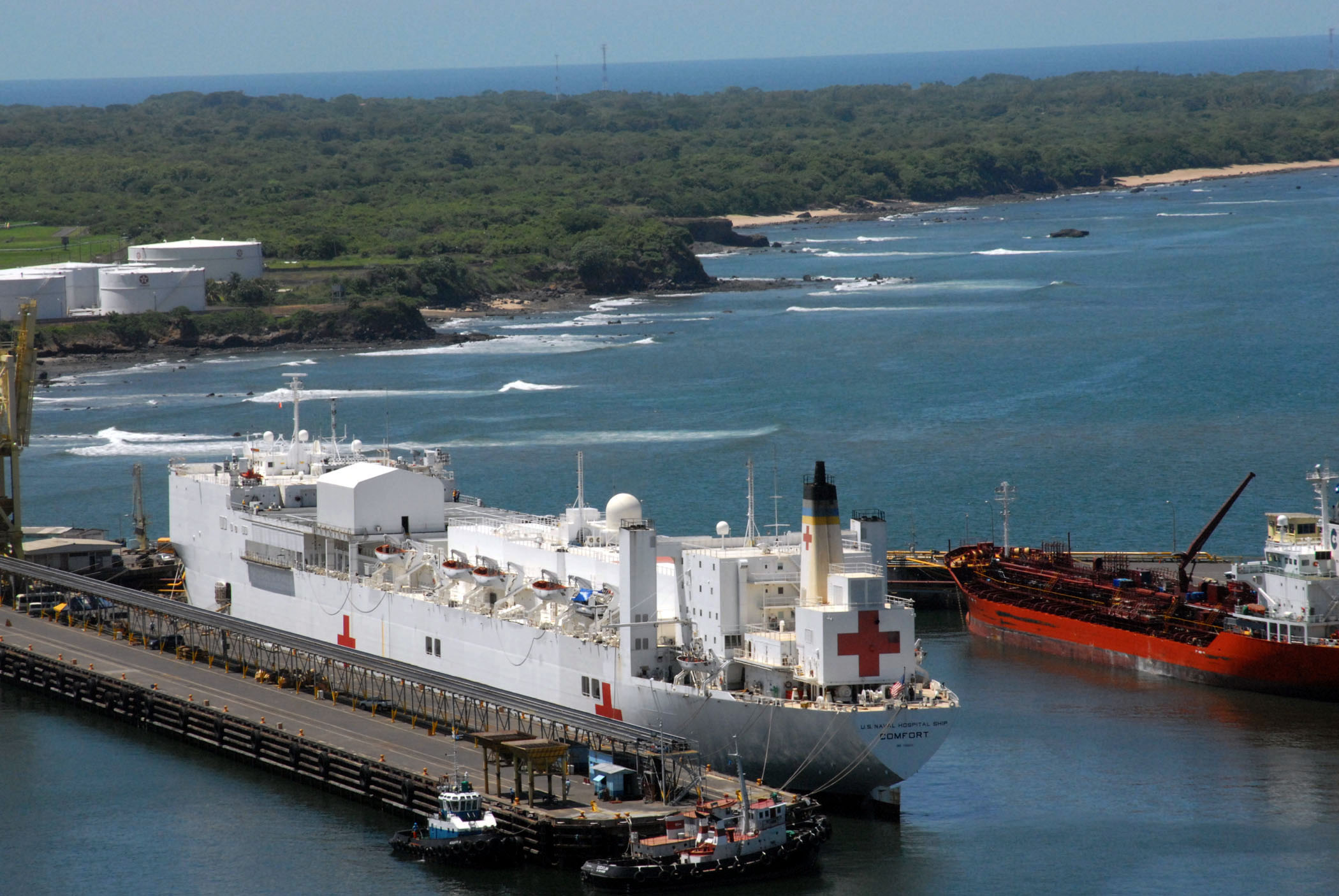
Navio estadunidense no porto de Acajutla, El Salvador.

## Transporte
O município de Acajutla é servido pela seguinte rodovia:
- CA-02, que liga o distrito de San Francisco Menéndez (Departamento de Ahuachapán) (e a Fronteira El Salvador-Guatemala, na cidade de Moyuta) à cidade de La Unión (Departamento de La Unión)
- RN-15, que liga o distrito de Concepción de Ataco (Departamento de Ahuachapán) à cidade
- SON-24,SON-25 que ligam vários cantões do município
- AHU-19  que liga a cidade ao município de Jujutla (Departamento de Ahuachapán)
- CA-12, que liga o distrito de Metapán (Departamento de Santa Ana) (e a Fronteira El Salvador-Guatemala, na cidade de Concepción Las Minas) à cidade
- SON-11  que liga a cidade ao município de Santo Domingo de Guzmán
- SON-23  que liga a cidade ao município de Sonsonate
- SON-05  que liga a cidade ao município de Sonsonate [1]